# Chiesa madre (Cerami)
La chiesa madre di Sant'Ambrogio o duomo è il più grande luogo di culto di Cerami. Appartenente alla diocesi di Nicosia, vicariato di Cerami - Gagliano Castelferrato - Troina, sotto il patrocinio di ?, parrocchia di Sant'Ambrogio.

## Storia
La chiesa madre  di Cerami fu costruita tra la fine del Quattrocento e gli inizi del Cinquecento. I lavori furono portati a termine probabilmente nel 1520. Il sacro edificio ha subito, nel tempo, diversi restauri e varie manomissioni. Nel 1755 furono eseguiti, tra gli altri, i lavori per la pavimentazione. Intorno al 1773 venne rifatta la volta della navata principale con il tetto. Qualche anno dopo venne ampliata ed ingrandita la chiesa. Intorno al 1850 venivano riparati e rifatti alcuni stucchi. Delle decorazioni vennero eseguite verso la fine del secolo. La torre campanaria è del 1700.

## Facciata
La facciata principale, rifatta agli inizi di questo secolo a bugnato lisci, è assai semplice, fatta eccezione della nicchia a conci evidenziati e della monofora.

## Interno
La chiesa è a pianta longitudinale e comprende tre navate terminanti in tre absidi con presbiteri uguali fra loro, tranne nell'ampiezza. La nave centrale è a botte, quelle laterali hanno volte a scodella.

## Opere
Vi si conservano una statua raffigurante la Madonna col Bambino, una statua lignea raffigurante San Michele Arcangelo opera di Filippo Quattrocchi; tele, di autori ignoti, del 1600 e del 1700.